# Rainer Fischer (Fußballspieler)
Rainer Fischer (* 2. August 1953) ist ein ehemaliger deutscher Fußballspieler.

## Sportlicher Werdegang
Fischer lief ab der Spielzeit 1974/75 für Wacker 04 Berlin in der neu gegründeten 2. Bundesliga Nord auf. Dabei debütierte er am sechsten Spieltag bei der 1:2-Auswärtsniederlage bei der SG Wattenscheid 09 im Unterhaus und kam unter Trainer Peter Velhorn anfangs unregelmäßig zum Einsatz. Nachdem dieser im Januar 1975 freigestellt worden war, stand er unter dem als Interimstrainer tätigen Mitspieler Hans-Joachim Altendorff zeitweise in der Startelf. Erst unter dem bis zum Saisonende tätigen Željko Čajkovski konnte er sich jedoch endgültig in der Stammformation an der Seite von Peter Bien, Bernd Sobeck, Wolfgang John und Torwart Peter Scholich etablieren, als der Klub insbesondere mit vier Siegen aus den letzten fünf Saisonspielen den 13. Tabellenplatz erreichte. Mit jeweils neun Saisontoren gehörte er in den folgenden beiden Spielzeiten zu den treffsichersten Stürmern des Klubs. Hatte die Mannschaft in der folgenden Spielzeit noch den letzten Nichtabstiegsplatz erreicht, belegte sie in der Spielzeit 1976/77 den drittletzten Tabellenplatz. Nachdem der Bonner SC keine Lizenz erhalten hatte, entschied sich der Klub ebenso wie der davor platzierte 1. SC Göttingen 05 für den dadurch möglichen Klassenerhalt am grünen Tisch und stieg in die Amateur-Oberliga Berlin ab.
Fischer schloss sich im Sommer 1977 nach 91 Zweitligaspielen und 21 dabei erzielten Toren dem Zweitligisten Westfalia Herne an, der von Goldin-Eigentümer Erhard Goldbach als Mäzen gefördert wurde. In der von Ivica Horvat trainierten Mannschaft kam er jedoch nicht über die Rolle eines Ergänzungsspielers hinaus, bei seinen zehn Einsätzen in der Spielzeit 1977/78 stand er nur zweimal in der Startformation. Nachdem er unter Horvats Nachfolger Gerhard Prokop zu Beginn der folgenden Spielzeit auch nur beim 1:1-Remis beim Wuppertaler SV am 4. Spieltag für Hans Fritsche eingewechselt wurde, verließ er den Klub und schloss sich dem in der drittklassigen Oberliga Westfalen antretenden SV Holzwickede an. Während er mit dem Klub in der Spielzeit 1979/80 den siebten Platz erreicht hatte, machte er beim Oberligameister und Zweitligaaufsteiger SpVgg Erkenschwick Eindruck. Der Klub nahm in im Sommer 1980 unter Vertrag und zum Auftakt der Zweitligasaison 1980/81 erzielte er bei der 1:5-Niederlage bei Alemannia Aachen den Ehrentreffer. Die von Klaus Quinkert trainierte Mannschaft war insbesondere nach den Abgängen der Vorjahresleistungsträger Gisbert Paus und Sönke Wortmann chancenlos und belegte am Saisonende mit 22 Punkten aus 42 Spielen den vorletzten Tabellenplatz. Inwiefern Fischer anschließend für den Klub in der Oberliga Westfalen auf Torejagd ging, ist aus der Datenlage nicht ersichtlich.
Hauptberuflich war Fischer als Heizungsbauer tätig und betrieb in Oer-Erkenschwick einen eigenen Betrieb.